# Bactra crithopa
Bactra crithopa es una especie de polilla del género Bactra, categorizada en la tribu Olethreutini, de la subfamilia Olethreutinae.

## Distribución
Se distribuye por Reunión.

## Taxonomía
Fue descrita por Diakonoff en 1957 y publicada en (Bactra), Mm. Inst. scient. Madagascar (E) 8: 272.